# عنقودية حالة للجبن
عنقودية حالة للجبن (الاسم العلمي:Staphylococcus caseolyticus) هي نوع من البكتيريا تتبع جنس العنقودية من فصيلة المكورات العنقودية.